# Ponte Armando Guebuza
Die Ponte Armando Guebuza (englisch Armando Emilio Guebuza Bridge) ist eine Straßenbrücke über den Sambesi bei der Stadt Caia in Mosambik. Die Brücke ist mit 2376 m Länge die zweitlängste Sambesi-Brücke nach der etwas weiter oberhalb des Flusses befindlichen Eisenbahnbrücke Ponte Dona Ana. Sie ist nach den 280 km flussaufwärts bei Tete liegenden Ponte Samora Machel und Ponte Kassuende die dritte Straßenbrücke in Mosambik über den Sambesi und die letzte Brücke vor dem Indischen Ozean.
Die Bauarbeiten begannen im März 2006, offizielle Eröffnung war am 1. August 2009. Namensgeber der Brücke ist Armando Guebuza, der damalige Präsident des Landes. Sie verbindet die Provinzen Sofala und Zambezia. Die Kosten für ihren Bau betrugen 65,9 Millionen Euro.

## Beschreibung
Die vierspurige und 16 m breite Brücke führt die Nationalstraße EN1 zwischen den Orten Caia und Chimuara über den Sambesi. Sie besteht aus einer 1666 m langen Rampenbrücke und der 710 m langen Strombrücke. Beides sind Spannbeton-Hohlkastenkonstruktionen.
Die Strombrücke hat je in Randfeld und vier Mittelfelder mit Pfeilerachsabständen von 80,0 + 4×137,5 + 80,0 m. Sie hat einen gevouteten einzelligen Hohlkasten mit einem trapezförmigen Querschnitt, dessen Bauhöhe von 7,5 m an den Pfeilern bis auf 3,5 m in der Mitte des Feldes abnimmt. Die Hohlkästen wurden, beginnend an den Pfeilern, im Freivorbau erstellt.
Die Rampenbrücke, die sich südlich an die Strombrücke anschließt, besteht aus drei Abschnitten (546 + 560 + 560 m) mit Pfeilerachsabständen von 42,0 + 28 × 58,0 m. Die Hohlkästen haben eine gleichbleibende Bauhöhe von 3,5 m und wurden mit einer Vorschubrüstung ausgeführt.
Die Stahlbetonpfeiler haben einen sechseckigen Hohlquerschnitt und sind auf je vier Bohrpfählen gegründet.
Die Brücke wurde von den Ingenieurbüros WSP, GRID und Louis Berger Group geplant und von den portugiesischen Unternehmen Mota-Engil und Soares da Costa in den Jahren 2006 bis 2009 gebaut.